# Band FM Sertãozinho
Band FM Sertãozinho é uma emissora de rádio brasileira concessionada em Barrinha e sediada em Sertãozinho, ambas no estado de São Paulo. Opera em FM, na frequência 95.5 MHz e é afiliada a Band FM.

## História
A emissora é uma concessão nova da cidade de Barrinha, começou a sua fase experimental em novembro de 2017, a mesma confirmou filiação à Transamérica Hits. Esse seria o retorno da rede na região, já que a mesma passou pela FM 106.7 (atual 106 FM Sertaneja). A estreia aconteceu em 11 de dezembro, um tempo depois a emissora passou a focar principalmente na cidade de Sertãozinho, além de ter adquirido um local para seu novo estúdio, que passa a ser na Avenida Aprígio de Araújo, no centro.
Em 2019, por conta da mudança da Transamérica para o formato jovem adulto, a emissora decide encerrar a parceria e anuncia que será afiliada da Band FM. No mês de agosto, a emissora deixa a rede e exibe uma programação só com músicas, por conta da nova filiação.
Depois de um mês e meio, no dia 8 de outubro, a emissora estreia em definitivo às 7h, durante o programa A Hora do Ronco.
No segundo semestre de 2021, a emissora protocolou na Anatel um pedido de aumento de potência, e com isso, além de ter potência maior, a cobertura foi ampliada. A nova frequência é FM 95.5, e a mudança só ocorreu no dia 15 de dezembro, após avisos na programação e nas redes sociais.